# Estrutura de Richat

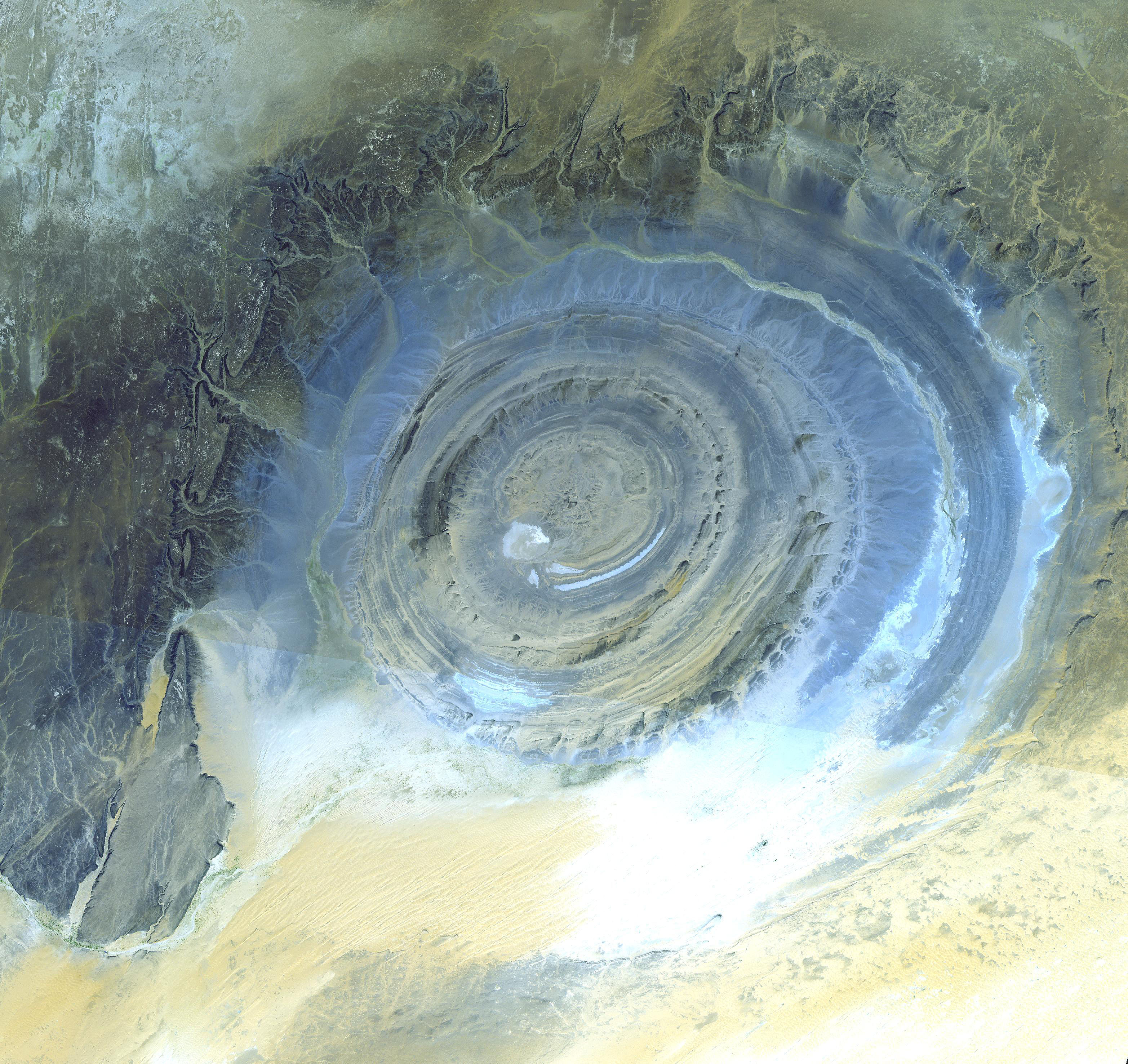
Foto de satélite da Estrutura de Richat.

A Estrutura de Richat ou domo de Richat, apelidada de "Olho da África", é uma estrutura circular situada próxima a Ouadane, na Mauritânia, no meio do deserto do Saara. Possui cerca de 50 km de diâmetro, e só pode ser visível em sua totalidade do espaço sideral. Descoberta em 1965 por uma missão Gemini americana, permanece um enigma científico raríssimo. Segundo as últimas interpretações geológicas, seria o resultado de uma erupção vulcânica atípica, ocorrida há 100 milhões de anos, no período cretáceo, que posteriormente teria afundado devido a um longo processo de erosão.

## Descoberta
A estrutura foi descrita em 1916 por militares franceses, publicada na obra de Ernest Psichari Les voix qui crient dans le désert.
Outra descrição mais moderna está nos mapas na escala de 1/200 000 feitos pelo Instituto Geográfico Nacional Francês, em 1963. A partir daí ela atraiu a atenção das primeiras missões espaciais, devido à sua forma característica em forma de oculus, numa paisagem desértica sem qualquer outro destaque.
Descrita por alguns como uma amonite gigantesco no deserto, a estrutura, que tem um diâmetro de quase 55 km e desníveis de cerca de 300 a 400 m, tornou-se uma espécie de ponto de encontro para as tripulações dos ônibus espaciais.

## Outras imagens
- NASA Earth Observatory page
- Astronomy Picture of the Day
- Google Sightseeing
- WikiMapia
- "O Olho da Africa"  foto feita da Estação Espacial Internacional